# Новосвободна
Новосвободна (рос. Новосвободная; адиг. Мамрыкъуай) — станиця Майкопського району Адигеї Росії. Входить до складу Абадзехського сільського поселення.
Населення — 618 осіб (2015 рік).